# Miguel Lunghi
Miguel Ángel Lunghi (Tandil, 6 dicembre 1943) è un pediatra e politico argentino.

## Biografia
All'età di 18 anni entra nel partito dell'UCR. Ha studiato pediatria all'Università Nazionale di La Plata.
Nel 2003 è stato eletto sindaco di Tandil ed il 28 ottobre 2007 è stato rieletto.